# Scultori

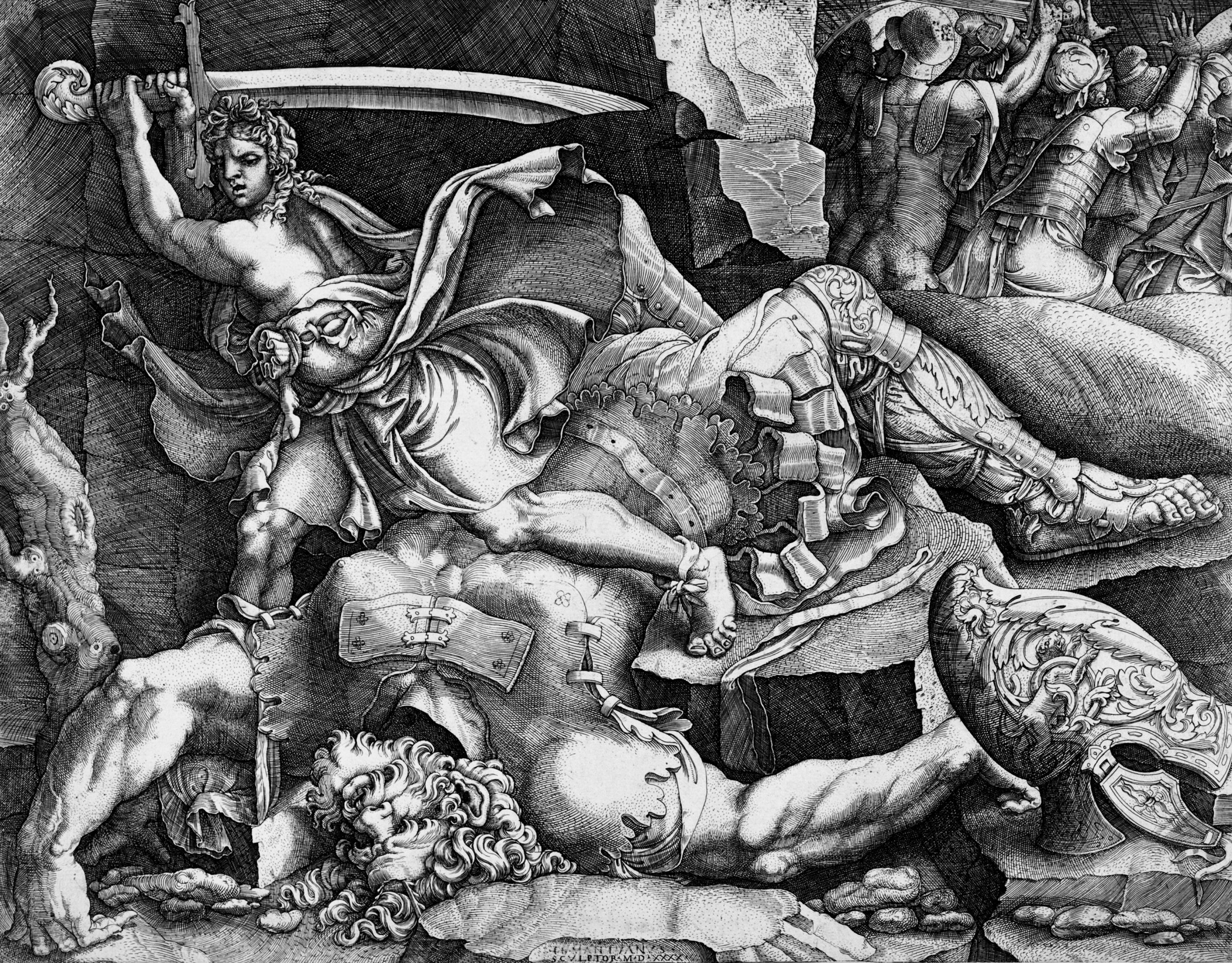
Stich David and Goliath (1540) von Giovanni Battista Scultori

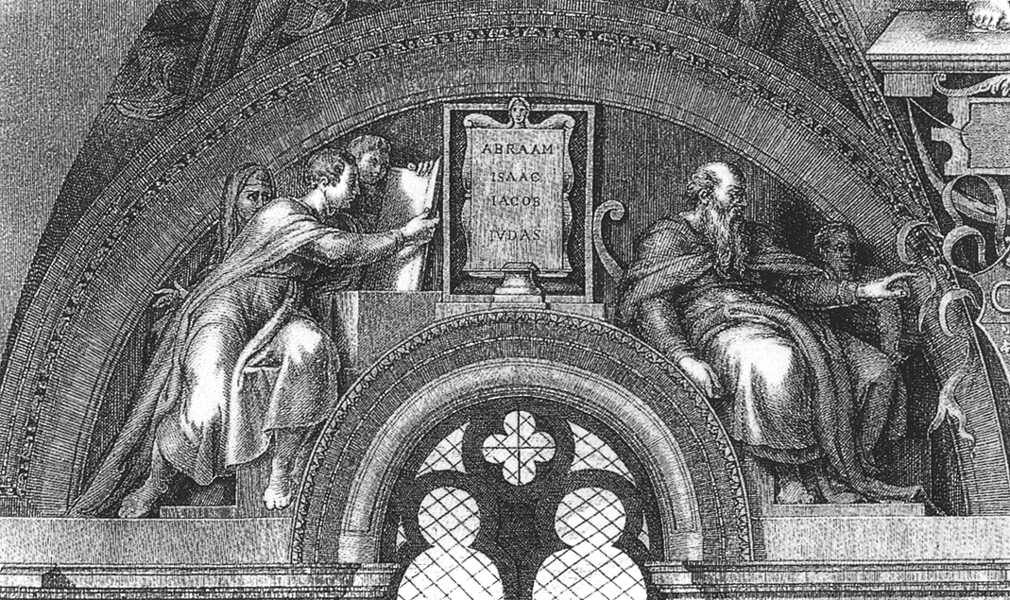
Stich Abraham – Isaac – Jacob – Judah von Adamo Scultori nach Fresko von Michelangelo

Scultori (auch Sculptor(e), Scultore und Scultori Ghisi oder Mantovano) ist der Name einer italienischen Künstlerfamilie, die hauptsächlich im 16. Jahrhundert tätig war. 
Giovanni Battista Scultori (* 1503 in Mantua, daher Mantovano genannt; † 29. Dezember 1575 in Mantua) wirkte als Bildhauer, Kupferstecher und Goldschmied. Er war möglicherweise ein Schüler von Giulio Romano in Rom oder von Agostino Veneziano in Mantua. Scultori unterstützte ab 1527 Romano bei den Arbeiten im Palazzo del Te mit Stuckarbeiten. Zudem führte er nach dessen Entwürfen ein Grabmal für Girolamo Andreasi aus (bis 1535, zunächst S. Maria del Monte Carmelo, heute S. Andrea). Man kennt von ihm auch 21 Kupferstiche, deren Stil auf Raimondis Schule verweist (1536–1543). 1562 war er als Goldschmied für die Kirche S. Barbara in Mantua tätig.
Sein Sohn Adamo Scultori (* um 1530 in Mantua, † vor 27. Mai 1587 wohl in Rom), wirkte als Kupferstecher, zunächst bis 1565 in Mantua, dann Rom. Er signierte seine Werke ab 1542 mit „ADAM“ und von 1547 bis 1562 mit „AS“. Insgesamt sind von Adamo Scultori über 130 Kupferstiche bekannt. Er stach unter anderem nach Romano sowie weiteren Mantovaner Künstlern. In den 1560er Jahren schuf er eine Reihe von 72 Blättern mit Figuren nach Fresken von Michelangelo in der Sixtinischen Kapelle. Bis 1576 hatte er einen Vertrag mit dem Verleger Antonio Lafreri, danach handelte er selbständig mit Drucken.
Die Tochter Diana Scultori (* 1547 in Mantua; † April 1612 in Rom) war ebenfalls Kupferstecherin (ca. 58 Blätter vorwiegend nach Romano, Federico Zuccari etc.). Sie arbeitete wohl zunächst  ab 1560 in Mantua und von ca. 1575 bis 1588 in Rom. 1575 wurde ihr das päpstliche Privileg erteilt, Drucke nach fünf Kupferplatten herzustellen und selbst zu signieren. Giorgio Vasari erwähnt sie in seinem Werk „Le Vite de’ più eccellenti ...“. Ihre späteren Arbeiten zeigen eine Beeinflussung durch Carracci. Sie war bis zu dessen Tod mit dem Architekten Francesco Capriani verheiratet, von dem sie 1578 einen Sohn bekam. 1596 heiratete sie den Architekten Giulio Pelosi.
Zu den Schülern von Giovanni Battista Scultori zählte, neben seinen Kindern, der Kupferstecher Giorgio Ghisi. Irrtümlicherweise wird in älterer Literatur auch die Familie Scultori unter dem Namen Ghisi geführt, da Vasari von einem Verwandtschaftsverhältnis ausgegangen war.